# (100607) 1997 SB4
(100607) 1997 SB4 es un asteroide perteneciente al cinturón de asteroides, descubierto el 26 de septiembre de 1997 por Petr Pravec desde el Observatorio de Ondřejov, Ondřejov, República Checa.

## Designación y nombre
Designado provisionalmente como 1997 SB4.

## Características orbitales
1997 SB4 está situado a una distancia media del Sol de 2,689 ua, pudiendo alejarse hasta 3,521 ua y acercarse hasta 1,857 ua. Su excentricidad es 0,309 y la inclinación orbital 1,361 grados. Emplea 1611,14 días en completar una órbita alrededor del Sol.

## Características físicas
La magnitud absoluta de 1997 SB4 es 16,4.